# Västerljungs socken
Västerljungs socken i Södermanland ingick i Hölebo härad, ingår sedan 1992 i Trosa kommun och motsvarar från 2016 Västerljungs distrikt.
Socknens areal var den 1 januari 1961 100,86 kvadratkilometer, varav 96,46 km² land. År 2000 fanns här 975 invånare. Tätorten och kyrkbyn Västerljung med sockenkyrkan Västerljungs kyrka ligger i socknen.  

## Administrativ historik
Västerljungs socken har medeltida ursprung. 
Vid kommunreformen 1862 övergick socknens ansvar för de kyrkliga frågorna till Västerljungs församling och för de borgerliga frågorna till Västerljungs landskommun. Landskommunen inkorporerades 1952 i Vagnhärads landskommun som 1974 uppgick Nyköpings kommun varur området 1992 utbröts och uppgick i Trosa kommun. Församlingen uppgick 2010 i Trosa församling.
1 januari 2016 inrättades distriktet Västerljung, med samma omfattning som församlingen hade 1999/2000.
Socknen har tillhört län, fögderier, tingslag och domsagor enligt vad som beskrivs i artikeln Hölebo härad. De indelta båtsmännen tillhörde Andra Södermanlands båtsmanskompani.

## Geografi

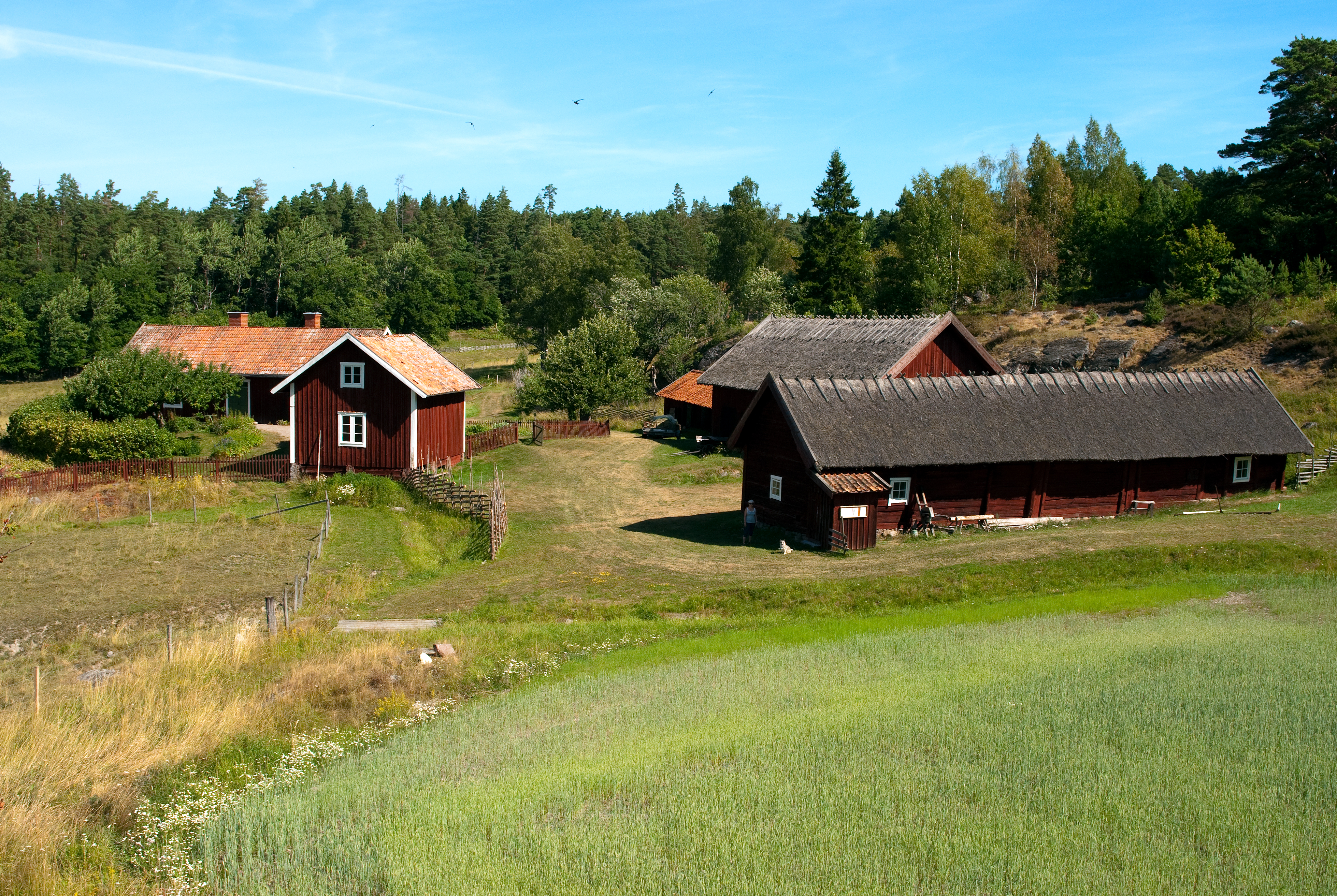
Långmarens museigård.

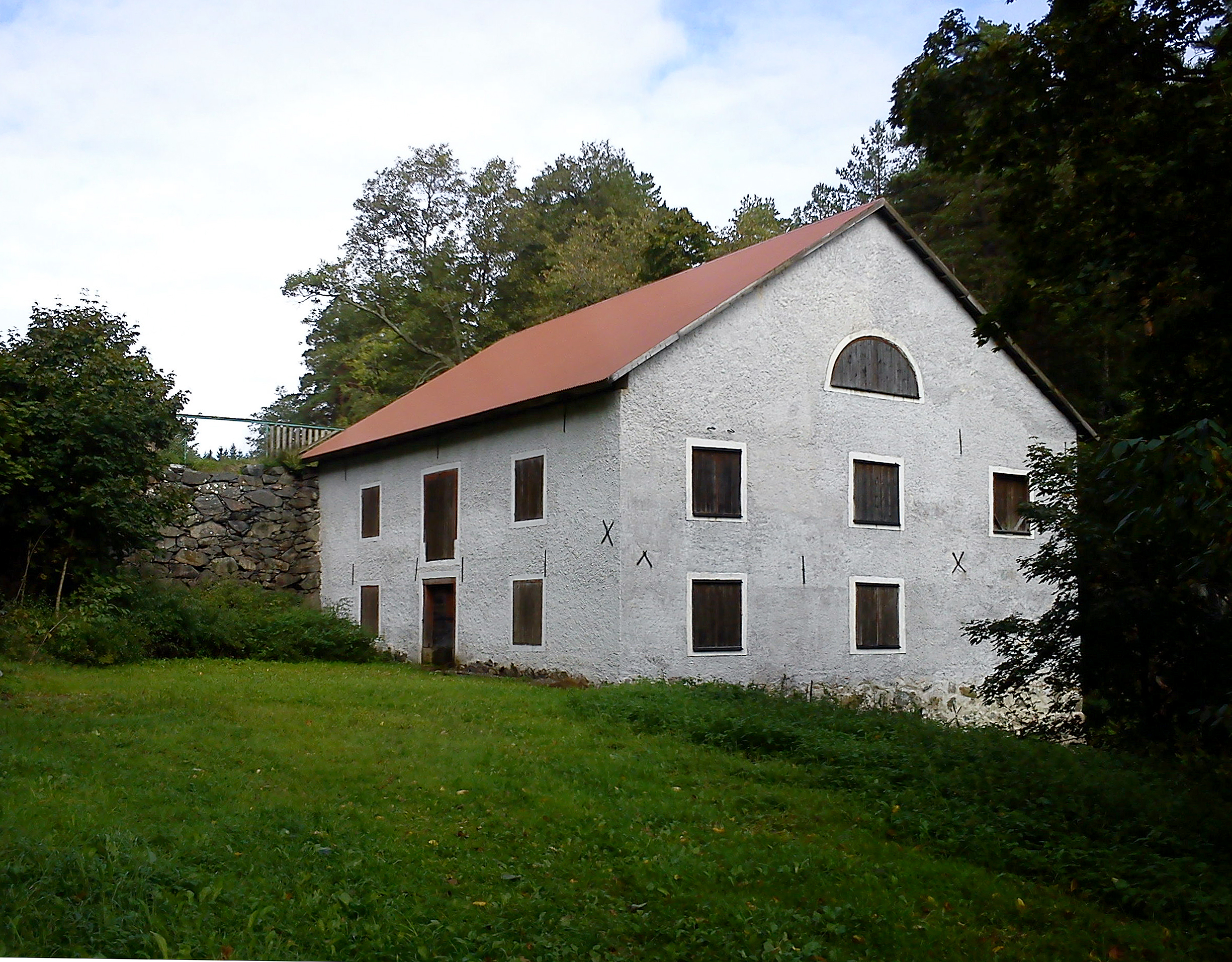
Karlfors kvarn.

Västerljungs socken ligger väster om Trosa med sjön Sillen i norr och med fjärdarna Tvären och Hållsviken och skärgård i söder. Socknen är kuperad skogsbygd i väster och odlad slättbygd i nordost.
I västra delen av socknen finns sjöarna Rensjön (37 m ö.h.), Noresjön (38 m ö.h.) samt Gisesjön (27,6 m ö.h.). I socknens södra del ligger en halvö med  Nynäs naturreservat. Längst ut mot havet har socknen en halvö med bland annat byn Källvik samt skärgård. 
Europaväg 4 (motorväg) samt järnvägen Nyköpingsbanan korsar socknens nordvästra del. Länsväg 219 går längs kusten mellan Vagnhärad och Nyköping.
År 1933 fanns här 1 901 hektar åker och 5 197  hektar skogsmark.

### Geografisk avgränsning
Västerljungs sockens nordligaste punkt ligger i nordväst, i vattnet mitt i sydligaste delen av sjön Sillen, cirka 500 meter nordväst om Näsudden. Innanför Näsudden ligger byn Sille, som passeras av europaväg 4. 
Ovan angivna punkt i Sillen är även "tresockenmöte" Västerljung – Torsåker – Trosa. Sockengränsen mot Torsåkers socken (Gnesta kommun) går härifrån mot sydväst på en sträcka av cirka 2 kilometer. Den passerar nordväst om Ullaberg. Därefter ligger "tresockenmötet" Västerljung – Torsåker – Lästringe några hundra meter öster om Kvarnsjön (43 m ö.h.). Den därpå följande gränsen mellan Västerljung och Lästringe socken (Nyköpings kommun) i väster är cirka 8 kilometer lång och går söderut öster om Granlund och Sillekrog, vilka båda ligger i Lästringe. Strax sydväst om torpet Källnäs passerar gränsen Nyköpingsbanan och korsar sedan sjön Övre Unnan (38 m ö.h.) och går upp över Flaggberget för att slutligen falla ut i sjön Björken (28 m ö.h.), i vars norra ände "tresockenmötet" Västerljung – Lästringe – Bälinge ligger. 
I nyss beskrivna del av Västerljungs socken ligger bland annat Gisesjön (27,6 m ö.h.) samt, intill Gisesjön, Gisekvarn.
Från Björken avgränsas Västerljungs socken av Bälinge socken i väster och sydväst. Ön Björkö ligger strax innanför sockengränsen. Nynäs naturreservat dominerar denna del av Västerljungs socken. Området trafikeras via länsväg 219. Sockengränsen faller ut i norra delen av Rundbosjön (3,8 m ö.h.) och når havet vid fjärden Tvären, som ligger utanför Studsvik (i Bälinge). I denna del av Västerljung ligger en halvö med samhällena Tolsö samt Källvik. Halvön ligger mellan Tvären och Gunnarbolfjärden.
Sockengränsen mellan Västerljung och Bälinge går ut till en punkt i mitten av Tvären, varifrån den går mot öster och passerar sundet mellan Sävö (i Bälinge) och Källvik. Den fortsätter därefter ut mot havet och blir gräns mellan Långö naturreservat (Bälinge) och Lacka naturreservat (Västerljung). Allra längst ut mot öppna havet (Östersjön) utgör sockengränsen även gräns mellan Hartsö naturreservat (Bälinge) och Lacka naturreservat. 
Vid en punkt några hundra meter öster om grunden Läggningsbådarna "börjar" gränsen mellan Västerljungs socken och Trosa socken. Denna gräns är tillika gräns mellan Persö naturreservat (Trosa) och nyss nämnda Lacka naturreservat. Gränsen mellan de två socknarna passerar norrut strax väster om Persö (Trosa) och går upp i Yttre Hållsfjärden. Gränsen följer sedan denna fjärd in mot fastlandet, in i Hållsviken och når land i höjd med byn Krokebjörk (i Trosa-Vagnhärad).
Sockengränsen går från Krokebjörk norrut över Lemdalsberget och faller efter cirka 8 kilometer ut i Trosaån ett par kilometer väster om Vagnhärad. Den följer sedan ån uppströms till "tresockenmötet" Västerljung – Trosa – Torsåker i Sillen.

### Västerljungs skärgård
Skärgården har, från havet räknat, bland annat följande öar, skär och holmar: Vattungarna (med Södra Vattungen, Karppel-Vattungarna, Östra Vattungen, Norra Vattungen), Gudmundsknall, Simpgrund, Läggningsbådarna, Brittashäll, Jungfrun, Knäppeljungfrun, Lacka-Trutbådarna, Trutklubben samt Trutbådshällarna. Samtliga nyssnämnda ligger inom södra delen av Lacka naturreservat. I reservatets norra del ligger den stora ön Lacka samt en mängd mindre öar, holmar och skär, bland annat Lacka-Långskär, Örskär, Busen, Trädgårdsskär samt Trutbådan.
Längre in mot land i nordväst och utanför naturreservatet ligger bland annat Äggkullhällarna, Gupan, Hökö Gupa, Kockelskär, Norra Jutskär samt Håldämman. Närmare land ligger Hökö, Fågelö, Trigöta och Hjälmgarnsö. Utanför de två senaste ligger Gupafjärden.
Inne i Hållsviken ligger bland annat Stora Arnholmen, Kolholmen, Sunnansätter samt Stora Kråkholmen, den senast längst in i viken.

## Fornlämningar

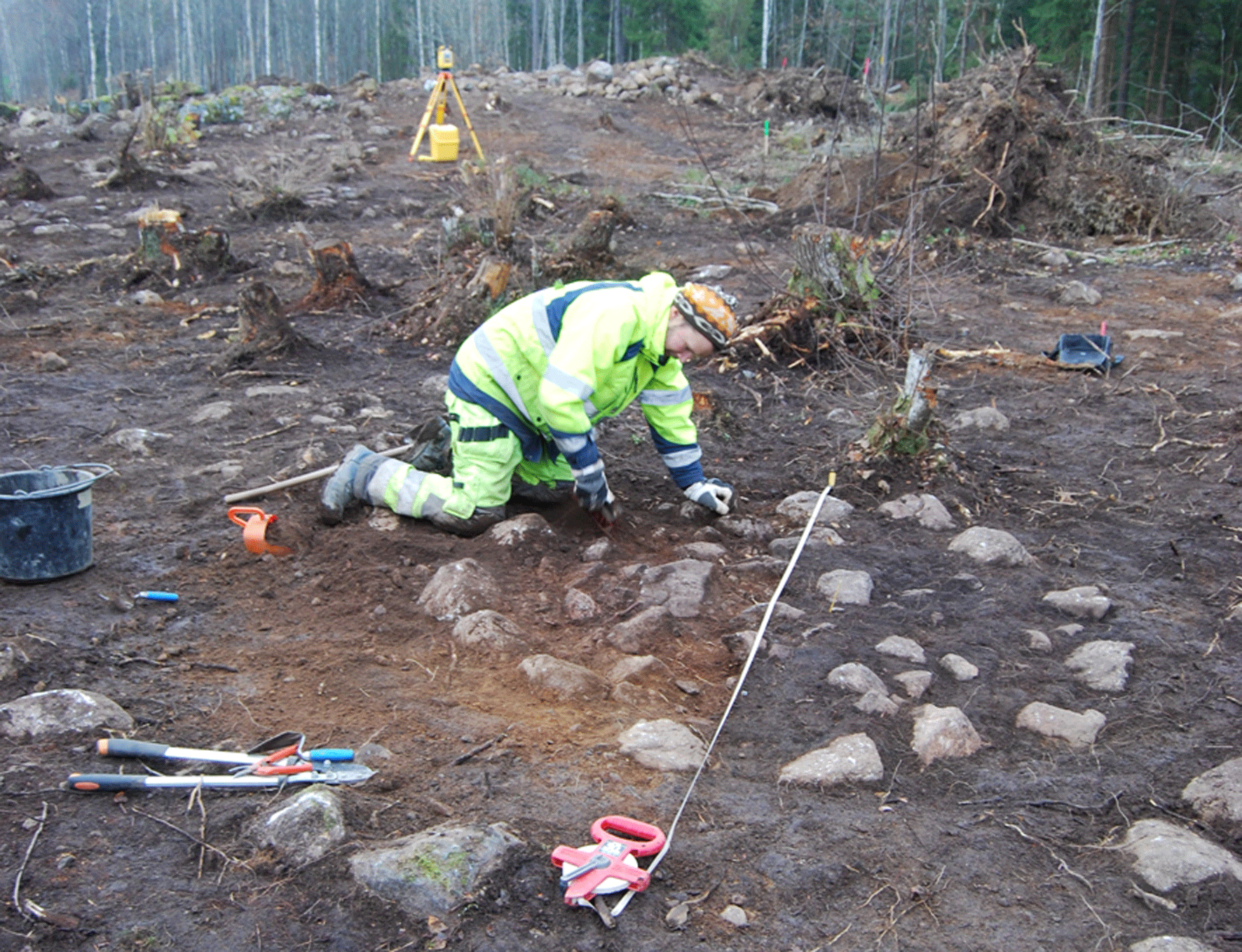
Utgrävning av en stensättning i Björke.

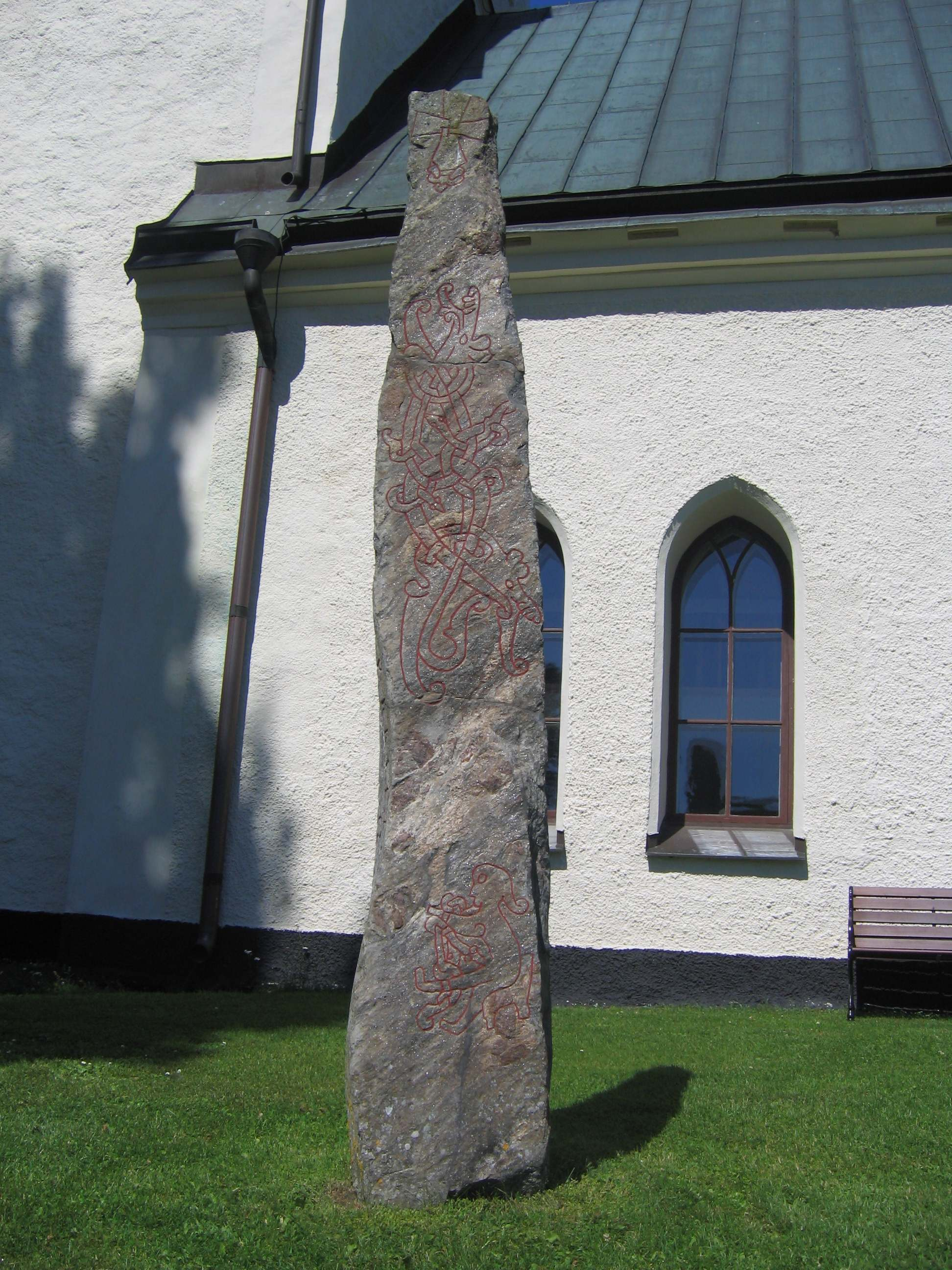
Runstenen Sö 40 vid Västerljungs kyrka

Från stenåldern finns en boplats med gropkeramik. Från bronsåldern finns många rösegravar, vilka ligger spridda i socknen. Yngre järnåldern märks genom 22 gravfält. Vid Björke ligger ett stort gravfält, vilket har använts under en längre period. Vid Sille har man funnit delar av ett stort gravfält av yngre typ. 
I Tuna by hittade man år 1774 Sveriges hittills största guldskatt från folkvandringstiden, Tureholmsskatten. Guldskatten består av 12 kilogram rent guld. Inom socknen finns vidare fyra fornborgar samt fyra runstenar. Vid Sille finns lämningar efter en borg från medeltiden.

## Namnet
Namnet (1314 Westerlungh) innehåller troligen ett bygdenamn Lung från lung, 'sand- eller grusmark; sandås, grusås' där Västerljung kan utgjort västra delen av denna bygd.

## Personer från bygden
Upptäcktsresande Adolf Erik Nordenskiöld bodde på Dalbyö. Han ligger begravd vid Västerljungs kyrka.